# كأس لاتفيا
كأس لاتفيا (باللاتفية: Latvijas kauss)‏ هي مسابقة كأس خروج المغلوب الرئيسية في كرة القدم أي لاتفيا. منذ عام 2019، كان اسمها بالكامل هو كأس فيينا لكرة القدم اللاتفية بسبب رعاية شركة المراهنات الرياضية Viensviens (11.lv). تم إنشاء البطولة في عام 1937، لتحل محل بطولة خروج المغلوب السابقة – كأس ريجا لكرة القدم.
خلال فترة الاحتلال السوفياتي (1940–1941، 1944–1991) كانت المسابقة بمثابة بطولة تأهيلية لكأس الاتحاد السوفيتي.

## وصلات خارجية
- الموقع الرسمي
- كأس لاتفيا على uefa.com
- كأس لاتفيا على soccerway.com
- League321.com – National cup results. باللغة الإنجليزية